# Реймське рожеве печиво

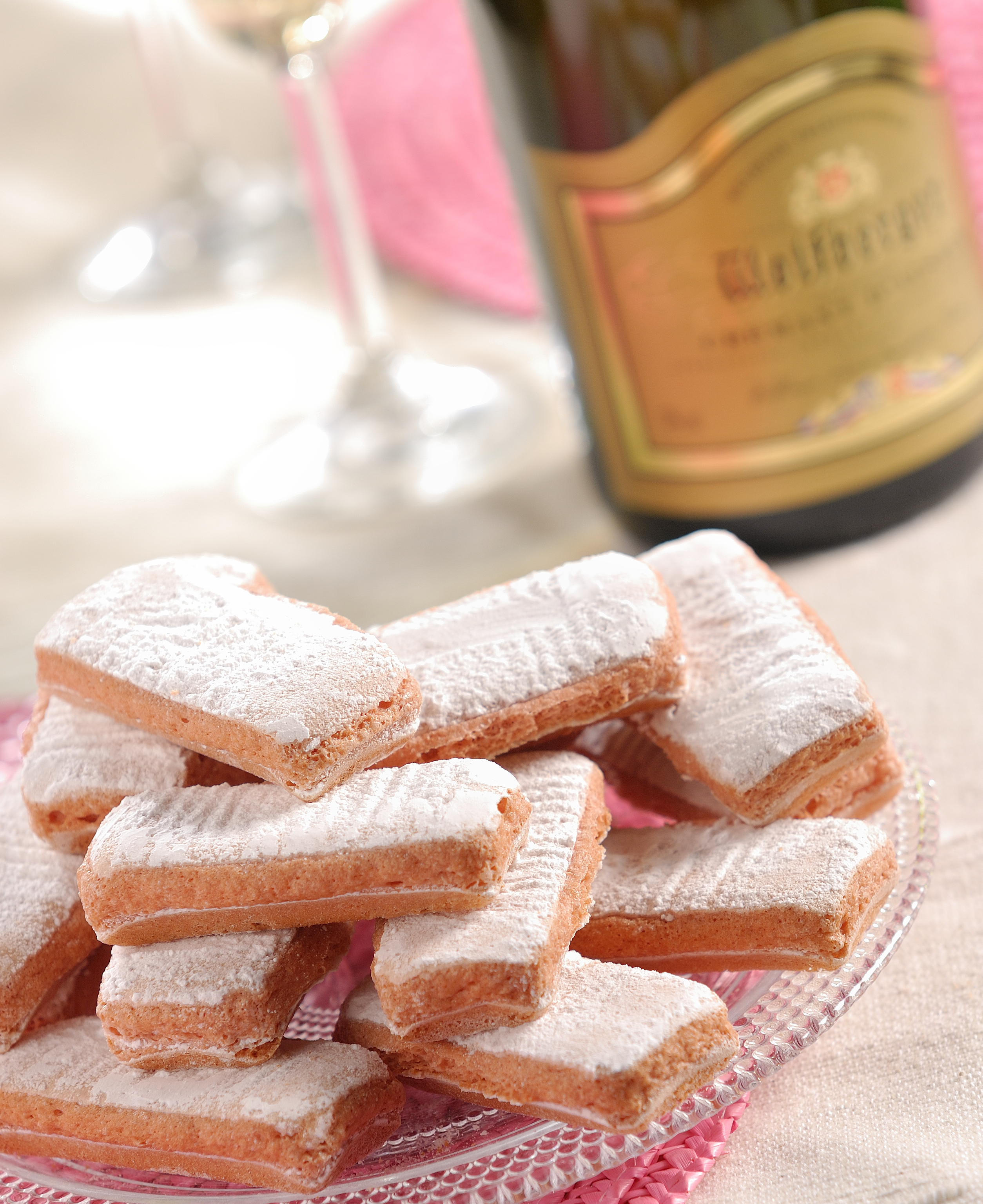
Реймське рожеве печиво

Реймське рожеве печиво (фр. Biscuit rose de Reims Biscuit rose de Reims) — легке сухе печиво рожевого кольору, ароматизоване ваніллю і посипане цукровою пудрою. Традиційно виробляється в Реймсі.

## Історія
Реймське рожеве печиво було створено близько 1690 року пекарями, які не хотіли, щоб тепло печі, яке залишається після випічки хліба, пропадало даремно. Вони придумали особливе тісто на основі борошна, яєць і цукру, яке, після першого етапу випікання, залишали потім для підсушування в поступово застиглій печі (не випадково французьке слово «бісквіт» дослівно означає «випечений двічі»). Так як отриманий виріб сам по собі мав слабо виражений смак, його ароматизували ваніллю. Однак чорні частинки ванільних стручків псували зовнішній вигляд печива, і, щоб замаскувати їх, в тісто стали додавати барвник — кармін. Саме так печиво набуло характерну рожеву барву.

## Приготування
Реймське рожеве печиво традиційно виготовляється з борошна, цукру, сирих яєць і дріжджів з додаванням ванілі і карміну. Як правило, воно має довгасту форму. Перед випічкою печиво рясно посипається цукровою пудрою. Тісто, викладене на листи, поміщається в піч і випікається протягом 10 хвилин при температурі 150–200 °C. Потім його підсушують в теплі, щоб печиво набуло свою особливу текстуру. Готовий продукт хрусткий і дуже легкий: на 100 грамів припадає близько 12 печива.

## Куштування
Оскільки Реймське рожеве печиво досить тверде і сухе, воно не розсипається при зв'язку з рідиною. За найбільш поширеним звичаєм його прийнято вмочати в шампанське. Воно може супроводжувати і інші алкогольні напої, в тому числі портвейн і червоне вино. Крім того, як і будь-яке інше печиво, його можна вживати з чаєм, кавою, молоком та іншими напоями. Рожеве печиво також служить інгредієнтом для ряду ласовин, створених на його основі: в Шампані видаються цілі збірники подібних рецептів. Печиво використовується як цілком, так і в подрібненому вигляді, причому в кондитерських продається вже готова крихта.

## Виробники
Реймське рожеве печиво виробляють декілька кондитерських на теренах колишнього краю Шампань-Арденни. Однак єдиним виробником, що виготовляє його за звичаєвим рецептом з подвійним випіканням, є компанія «Maison Fossier», яка існує з 1756 року. Розташована на околиці Реймса і відкрита для відвідування, фабрика випікає близько 60 млн печива в рік.

## У культурі
У Реймсі поширена небилиця, згідно з якою майбутні монархи, прибувши в Реймс на церемонію коронації, вмокали місцеве печиво в шампанське: якщо воно не кришиться, це вважалося добрим знаком. 

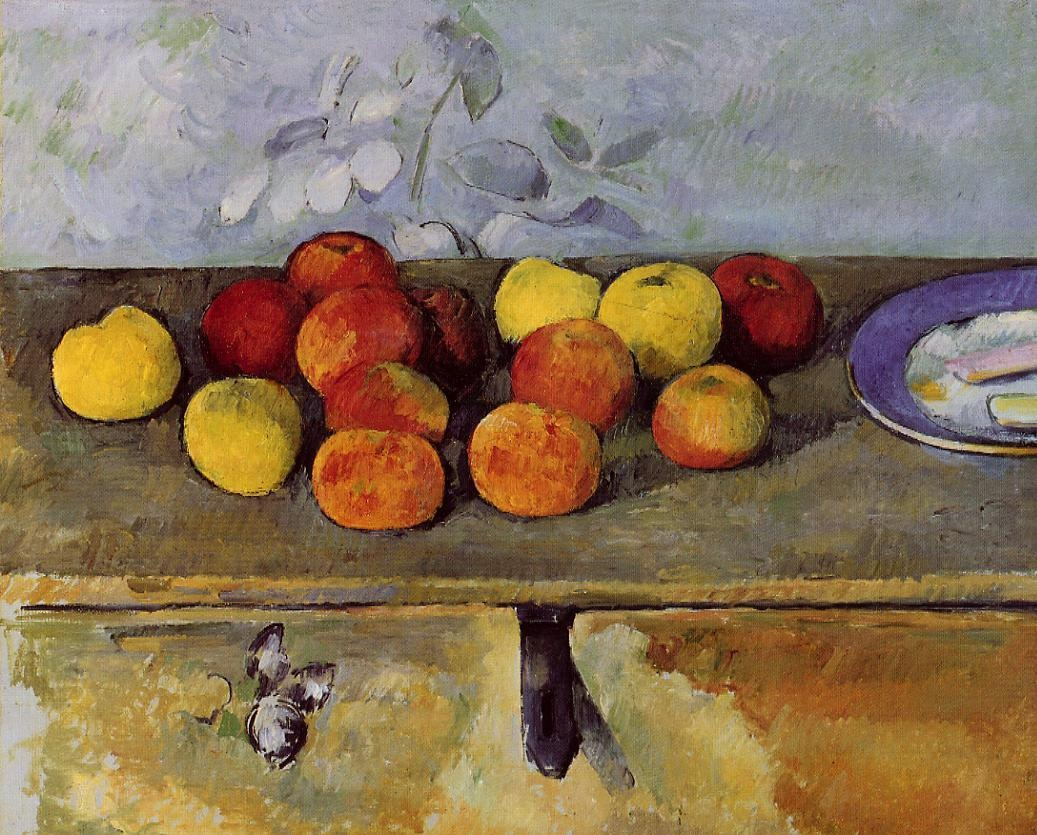
Поль Сезанн. Яблука і печиво. Ок. 1880

Марсель Пруст у своїй епопеї «У пошуках втраченого часу» згадує як стали знаменитими завдяки роману «мадленки», а й реймське печиво. У романі «Германтська сторона», який займає центральне місце в циклі, Оповідач відзначає: «Дотепність Германтів - на думку герцогині, поняття таке ж умовне, як квадратура кола, бо вона вважала, що з усіх Германтів відрізняється їм тільки вона - славилося так ж, як турська свинина [fr] або Реймське печиво». Незважаючи на те, що вважається, що в цьому фрагменті письменник скептично відгукується про особливе «дотепності» Оріани, герцогині Германтської, авторитет, яким користувалося звичаєве реймське печиво, не викликає сумніву.
Поль Сезанн включив реймське рожеве печиво в п'ять своїх натюрмортів (один з них зображений на стофранковій купюрі , присвяченій художнику).
Про реймське печиво, яке на перший погляд тверде як камінь, але тане в роті після того як його вмочити в вино, писала Колетт.
Патрік Пуавр д'Арвор називав реймське печиво «своєю мадленкою» (алюзія на Пруста) і описував як «рожева хмарка, трохи присипана пудрою».